# Lindneromyia minuta
Lindneromyia minuta är en tvåvingeart som först beskrevs av Lindner 1956.  Lindneromyia minuta ingår i släktet Lindneromyia och familjen svampflugor.
Artens utbredningsområde är Tanzania. Inga underarter finns listade i Catalogue of Life.